# 盈利警告
盈利警告，又稱盈利預警，簡稱盈警，跟盈利喜訊是相對，是上市公司透過證券交易所向投資者發出的警告聲明，警告預測公司的盈利將比上期出現大幅倒退，甚至虧損，投資者買賣該公司股票時應審慎行事，以免招致損失。
不過，有些公司認為「盈利警告」中的「警告」是中性，未必是指負面消息，把它等同「盈喜」，公佈公司預測利潤將大幅增長。